# Färjsjön
Färjsjön är en sjö i Bräcke kommun i Jämtland och ingår i Ljungans huvudavrinningsområde. Sjön har en area på 0,13 kvadratkilometer och ligger 392,3 meter över havet. Sjön avvattnas av vattendraget Färjsjöbäcken.

## Delavrinningsområde
Färjsjön ingår i det delavrinningsområde (696347-145201) som SMHI kallar för Mynnar i Håtjärnen. Medelhöjden är 399 meter över havet och ytan är 9,86 kvadratkilometer. Det finns inga avrinningsområden uppströms utan avrinningsområdet är högsta punkten. Färjsjöbäcken som avvattnar avrinningsområdet har biflödesordning 4, vilket innebär att vattnet flödar genom totalt 4 vattendrag innan det når havet efter 234 kilometer. Avrinningsområdet består mestadels av skog (87 procent). Avrinningsområdet har 0,51 kvadratkilometer vattenytor vilket ger det en sjöprocent på 5,2 procent.